# Dolní Novina

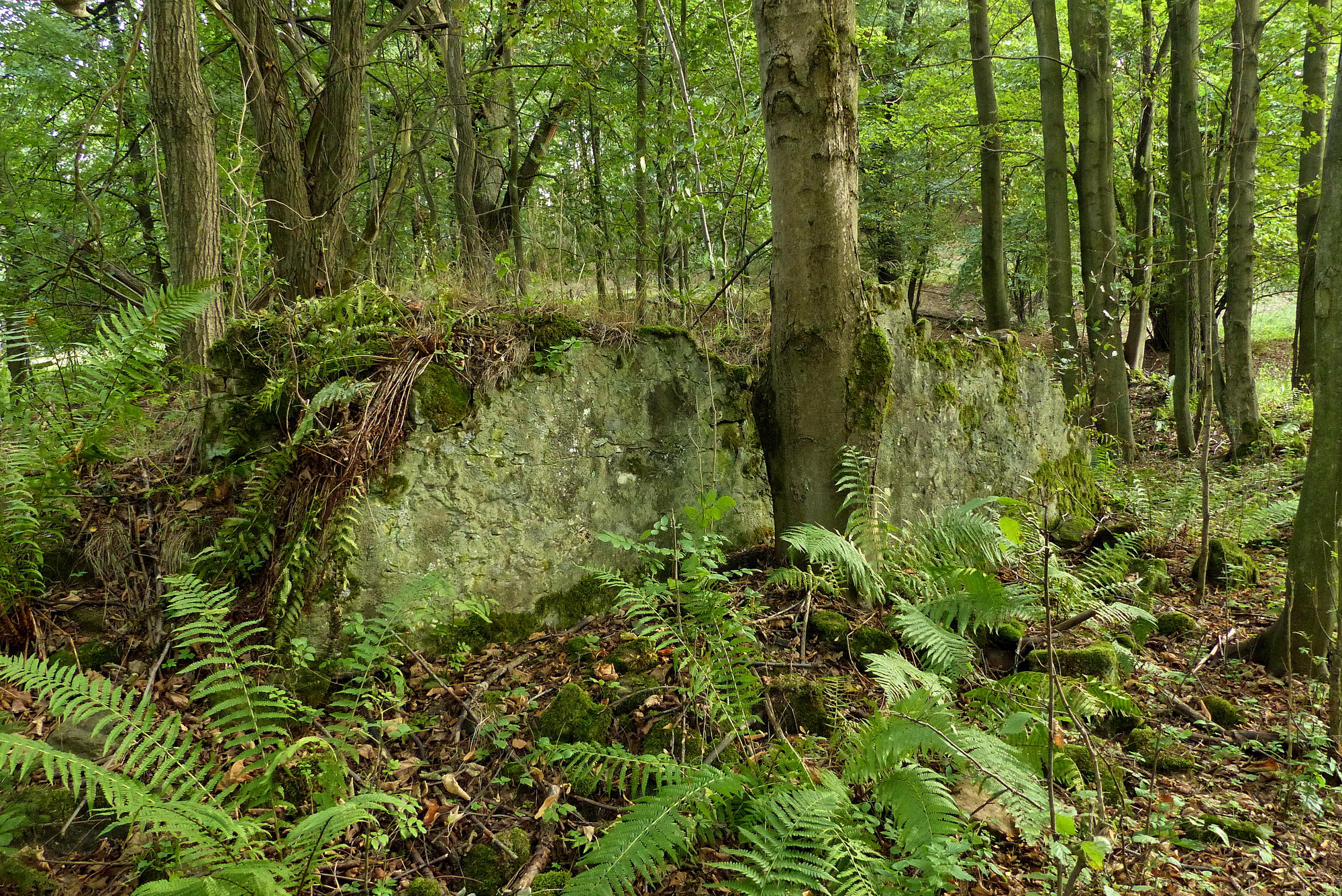
Zdivo domu v bývalé Dolní Novině

Dolní Novina (též Novina či Česká Novina, německy Neuland či Böhmisch Neuland) je zaniklá vesnice v okrese Česká Lípa v severovýchodní části bývalého vojenského prostoru Ralsko, kvůli jehož založení zanikla. Ležela asi 9,5 km severovýchodně od Kuřívod a 5,5 km jihozápadně od Osečné. Byla správně podřízena obci Černá Novina jako její osada. Původní zabrané katastrální území bylo Černá Novina, současné je pomezí Svébořice a Náhlov v novodobém městě Ralsko.

## Historie

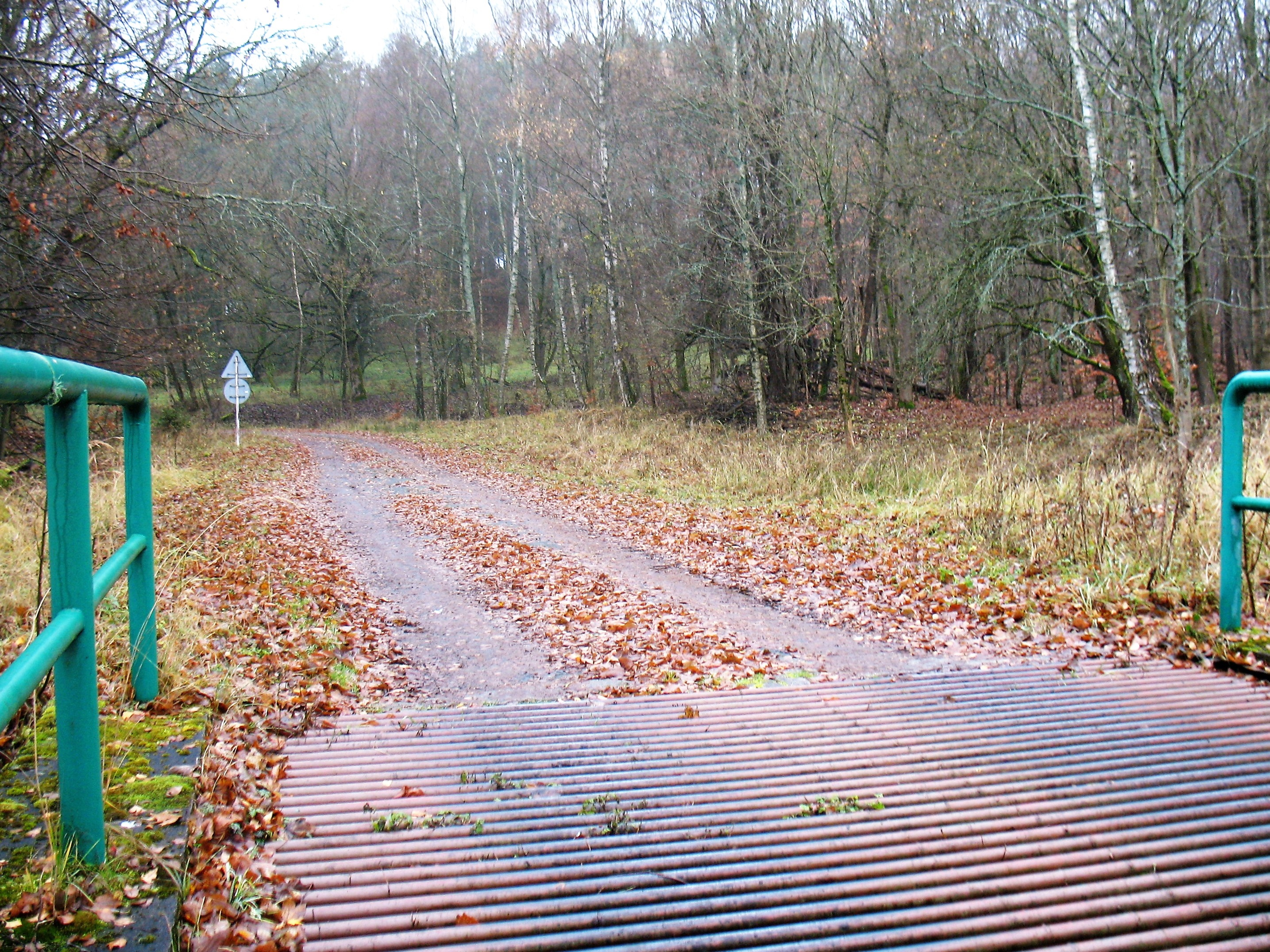
Vjezd do obory Židlov v Dolní Novině

Založení vesnice je datováno k roku 1604, ale již za padesát let je uváděna jako pustá (patrně nepřímý důsledek třicetileté války).
Při sčítání lidu v roce 1921 bylo v Dolní Novině započteno 32 domů s 149 obyvateli (z nich byli 4 Češi a 145 Němců). Faru měli obyvatelé ve Svébořicích. Poštu a telegraf byly v Olšině (4 km), četnická stanice v Osečné (5 km). Nejbližší železniční stanice byla v Mimoni (11,5 km). Zdravotním obvodem spadala ves ke Stráži pod Ralskem.